# Ina (Klan)

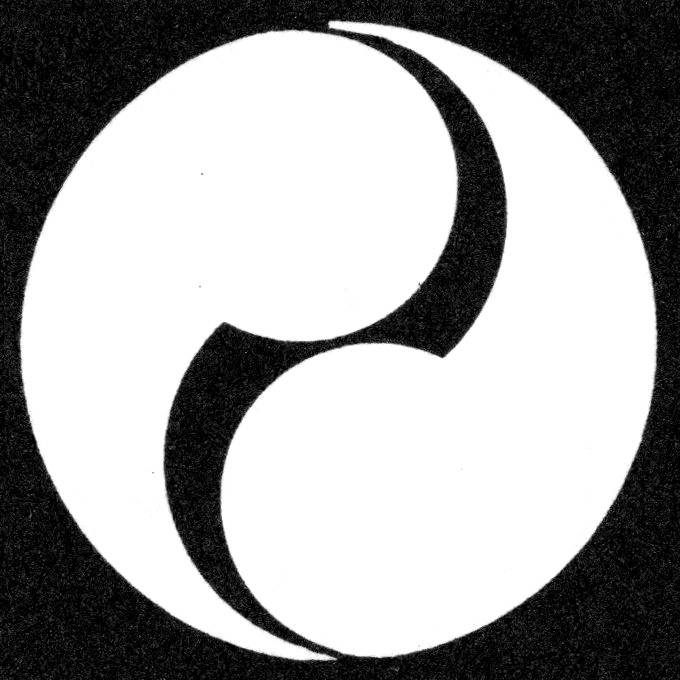
Wappen der Ina (Tomoe)

Die Ina (japanisch 伊奈氏, Ina-shi) waren eine Daimyō-Familie, die sich von den Seiwa-Genji ableitete.

## Übersicht
Auf die Ashikaga, die sich von den Seiwa-Genji ableiteten, führten sich die Togasaki (戸賀崎氏) zurück, von denen sich die Arakawa (荒川氏) ableiteten und von denen schließlich die Ina, die sich so nach dem Ort Ina in der Provinz Musashi, heute Präfektur Saitama, nannten, an dem sie sich niedergelassen hatten.

## Genealogie
- Tadaie (忠家)
- Tadatsugu (忠次; 1550–1610), Sohn des Tadaie, stand in Diensten Tokugawa Ieyasus. Als dieser sich in der Kantō-Ebene etablierte, gab er ihm die Burg in Kōnosu in der Provinz Musashi mit einem Einkommen von 13.000 Koku. Nach der Schlacht von Sekigahara im Jahr 1600 wurde sein Einkommen auf 20.000 Koku erhöht. Tatatsugu zeigte einen bemerkenswerten Einsatz, was die Entwicklung der Landwirtschaft, das Anlegen von Kanälen und Reisfeldern betraf, was dann als „Ina-Methode“ (伊那流, Ina-ryū) bekannt wurde.

- Tadamasa (忠政; 1585–1618), ein Sohn des Tadatsugu, wurde abgesetzt, als seine Beteiligung an der Verschwörung von Ōkubo Nagayasu (1545–1613) entdeckt wurde. Damit erlosch die Stellung der Familie unter den Daimyō.